# レイニーデイ・ファン
レイニーデイ・ファン（Rainy Day Fan）は、かつて東京ディズニーランドにて、雨などで通常のパレードが実施できない時に行われていたパレードの名称。2011年以降はナイトフォール・グロウ（Nightfall Glow）という名称で夜限定の開催となっている。1999年から2001年までは「キャラクターバス」という内容で実施されていた。
この項目では、「レイニーデイ・ファン」を始めとした類似パレードについてまとめて述べる。

## 概要
このパレードは前述にもあるとおり、悪天候時に行うパレードである。このため、公表された（検証可能な）資料で、何月何日に内容が変更になったのかというのが、開催が確認されたかどうかという方法でしか知る事はできない。
フロートが2、3台にダンサー10数人ほどのミニパレードである。（後年になるとダンサーの出演は無くなっている。）
通常のパレードはファンタジーランドの「ホーンテッドマンション」と「クイーン・オブ・ハートのバンケットホール」の間から出発し、トゥーンタウンのギャグファクトリー／ファイブ・アンド・ダイムの横へ退出するが、このパレードは逆にトゥーンタウン側から出発し、ファンタジーランド側へ退出と、通常と逆になる。これは、中止か否かが直前に発表されることもあるため、通常のパレードのフロートとレイニーデイ・ファン用のフロートの両方の準備が必要になることがあるためである。

## 2001年〜2002年
この期間に開催されていたレイニーデイ・ファンには、映画『ロジャー・ラビット』のロジャーラビットが参加していた。
フロートは、機関車を模したもの（2001年1月19日〜5月31日に開催されたスペシャルイベント「ディズニー・パーティーエクスプレス!」で使用されていたフロートを流用したもの）となっており、ミッキーマウス、ミニーマウス、ドナルドダック、デイジーダック、グーフィー、プルート、チップとデールを乗せてやってくる。また、雨のパレードのため、乗車しているキャラクターたちは全員レインコートを着用している。
音楽
- 雨に唄えば
- Trickle Trickle - マンハッタン・トランスファー （歌詞はオリジナル詞）

## 2003年1月25日〜2004年4月11日
2003年〜2004年4月に開催。同時期の2003年1月25日〜2004年4月11日に開催された東京ディズニーランド20thアニバーサリー期間中のパレード『ディズニー・ドリームス・オン・パレード（20周年バージョン）』の雨天版として、レイニーデイ・ドリームスと名付けられている。ディズニー・ドリームス・オン・パレードと同じく、途中、小停止する。
フロートに主立った変更はないが、シャボン玉を飛ばすシステムが導入された。
音楽
- Make a Wish - 東京ディズニーランド20thアニバーサリーテーマソング

## 2004年4月〜2006年6月
キャラクター達の衣装（レインコート）が一新された。フロート等に変更はなかった。
音楽
- 雨に唄えば
- Trickle Trickle - マンハッタン・トランスファー （歌詞はオリジナル詞）

## 2006年6月〜2008年4月9日
2006年6月に内容が一新された。グーフィーを主役に据え、「雨を回収、そしてその水をリサイクル」というストーリーが新しく付加された。フロートも以前のような他イベントで使用されたものの流用ではなく、完全に新しく造られたものになっている。
フロートは3両編成で、順にパニクル、タンクル、リサイクルと名づけられており、ショー中の歌詞やナレーションで確認できる。
このパレードで集められた水は夏に行われるウォータープログラム（グーフィーのクールパニック）に使うという設定になっており、夏のウォータープログラムと関連したパレードとなっている。
音楽
- レイニーデイ・ファン
『東京ディズニーリゾート・ミュージックコレクション"ドリーム"』等に楽曲が収録されている。

## 2008年4月10日〜2009年4月15日
ジュビレーション!のスタートに伴い、デイパレードでの実施が無くなった。
フロートや音楽の変更は無いが、新たな登場キャラクターとして、クラリスが追加された。

## レイニーナイト･ファン
2009年6月16日〜2011年5月8日に開催。デイパレードでの実施がなくなったことに伴い、名称がレイニーナイト･ファン（Rainy Night Fan）に変更となった。
フロート1台（25周年のウェルカムグリーティングなどで使用されていたフロートを流用）でミニパレードとして実施。
出演キャラクターはミッキーマウス、ミニーマウス、ドナルドダック、デイジーダック、グーフィー、プルート、チップとデール。
後に同年7月から衣装が変更になった。

## ナイトフォール・グロウ
2011年5月9日より開催中。キャラクターの衣装やフロートが一新され、名称がナイトフォール・グロウ（Nightfall Glow）に変更された。フロートが4台編成となっている。なお2011年5月9日〜7月7日、2020年9月1日から2021年5月16日までは、東京ディズニーランド・エレクトリカルパレード・ドリームライツが休演となる代わりに、天候に関係なく毎日開催されていた。また2021年5月17日～10月31日まではナイトフォールグロウ自体の休止、11月1日以降は本来の雨の日限定パレードに戻された
出演キャラクター （番号は先頭からのフロートの順序）
1. フローラ、フォーナ、メリーウェザー （『眠れる森の美女』）
2. ミッキーマウス、ミニーマウス、ドナルドダック、デイジーダック
3. シンデレラ （『シンデレラ』）、ジャスミン （『アラジン』）、ベル （『美女と野獣』）
4. チップとデール、クラリス、グーフィー、プルート

## スペシャルイベント用パレード
スペシャルイベント期間中に実施されているパレードが中止になった際は、そのパレードの雨バージョンが実施される（スペシャルイベントによっては実施されない時がある）。
これらのパレードでは、通常のレイニーデイ・ファンと異なり、通常のスペシャルイベントのパレードのフロートにレインコートを着たキャラクターが乗っていることが多い。